# Асунсьон-мистепекский сапотекский язык
Асунсьон-мистепекский сапотекский язык (Asunción Mixtepec Zapotec, North Central Zimatlan Zapotec, Zapoteco de Asunción Mixtepec) — сапотекский язык, на котором говорят в городе Асунсьон-Мистепек юго-западной части города Оахака-де-Хуарес в центре штата Оахака в Мексике.